# رودي غارسيا (سياسي)
رودي غارسيا (بالإنجليزية: Rudy Garcia)‏ هو سياسي أمريكي، ولد في 15 أبريل 1963 بميامي في الولايات المتحدة. حزبياً، نشط في الحزب الجمهوري. وقد انتخب عضو مجلس ولاية فلوريدا وانتخب عضو مجلس نواب فلوريدا.